# Марк Шепърд
Марк Андреас Шепърд (на английски: Mark Andreas Sheppard) е английски актьор и музикант. Роден е в Лондон с ирландско-германски произход.

## Личен живот
Към момента живее в Лос Анджелис със съпругата си Джесика и двамата си синове – Макс и Уил.
Син на актьора Уилям Морган Шепърд.

## Музикална кариера
На 15 години става професионален музикант и прекарва множество години по турнета като звукозаписен изпълнител с групи като Робин Хитчкок, The Television Personalities и ирландската група Light a Big Fire, в чийто втори албум Марк участва като барабанист. Като сешън и инструментален музикант той записва албуми за много групи в Европа преди окончателно да установи местожителството си в САЩ.

## Драматургия
Шепърд е поканен на прослушване за пиесата Невероятната измислица (на английски: Cock and Bull Story), режисирана от автора на Среднощен експрес Били Хайъс. След представяне и демонстрация на рядко срещан актьорски талант Марк печели редица награди, между които отличието от Кръга на драматическата критика в Лос Анджелис за 1992 г. и наградите на таблоидите LA Weekly и Dramalogue.

## Телевизия
Работата му в телевизията включва: епизода „Огън“ от Досиетата X (The X-Files); година актьорска игра по екшън сериала Войник на съдбата (Soldier of fortune), режисиран от Джери Брукхаймър; изпълнение на главни и поддържащи роли в сериалите Адвокатите (The Practice), Невидимият (The Invisible Man), Специален отряд 2 (Special Unit 2), Военна прокуратура (J.A.G.), Стар Трек: Вояджър (Star Trek: Voyager), Хрониката (The Chronicle), Монк (Monk), Лас Вегас (Las Vegas), От местопрестъплението: Ню Йорк (CSI: NY), Чък (Chuck), От местопрестъплението: Лас Вегас (CSI: Crime Scene Investigation) и др. Марк играе демона, наречен Арнън в епизода, озаглавен „Хванат натясно“ от тв сериала Чародейките (Charmed). Той играе Баджър, саркастичния криминален бос с британски акцент от кратко просъществувалия сай-фай сериал на Джос Уийдън Firefly и по-късно роля в още една телевизионна продукция на Уийдън – сериала Къща за кукли (Dollhouse) като пренебрежителния и високомерен началник на Пол Балард от ФБР. Той се появява и в ролята на злодей в петия сезон на продукцията 24, както и като серийния убиец, антагонист на Патриша Аркет в сериала Медиум. Познат е на публиката и като Ромо Лампкин в сезони три и четири на сериала Бойна звезда: Галактика (Battlestar Galactica) и играе поддържаща роля като прислужника Невил в култовия хит на ABC Family – Посредникът (The Middleman). Познат е и като Антъни Антрос от сериала Биомеханична Жена (Bionic Woman), Стърлинг – героя антагонист в продукцията Честни измамници (Leverage) и демона Краули от пети и шести сезон на сериала Свръхестествено (Supernatural). Появява се като банков обирджия в епизод от трилър-сериала Извън играта (Burn Notice), в пилотната серия от продукцията на телевизията USA – White collar в ролята на зъл майстор фалшификатор, както и в сериала Чък на NBC като Директорът на картелната криминална организация. Марк участва и във фантастичния сериал Хранилище 13 (Warehouse 13) като регента Бенедикт Валда, а също и в началните два епизода от шести сезон на Доктор Кой (Doctor Who) в ролята на героя, наречен „Кентън“. Неговият баща – Уилям Морган Шепърд – играе по-възрастна версия на същия герой в сериала. Марк и баща му са сред малкото актьори, които играят в Стар Трек и същевременно в Доктор Кой.

## Пълнометражно кино
Участието му в пълнометражни филми включва продукцията на Джим Шеридън В името на Отца (In the Name of the Father), където партнира на Даниел Дей-Луис и Ема Томпсън в ролята на Патрик Армстронг – член на Гилфордската четворка; романтичната комедия Lover's Knot в ролята на Найджъл Баулс; трилъра Unstoppable в ролята на Лийч; руската историческа драма Out of the Cold в ролята на Фенг; криминалната и мистериозна драма Broken заедно с Хийтър Граам и Джереми Систо. Той също участва във филмите Megalodon и New Alcatraz. Партнира си с баща си – У. Морган Шепърд – в психологическия трилър Netherworld, който Марк продуцира. Сценарист е на филма Стая 101 (Room 101), в който също участва баща му.

## Видео игри
Марк участва във видео играта The Conduit като протагониста Майкъл Форд, чийто ментор – Джон Адамс – бива озвучен от неговия баща, У. Морган Шепърд.

## Филмография[6]
| Година | Заглавие                          | Роля                      | Епизод |
| ------ | --------------------------------- | ------------------------- | --- |
| 1992   | Silk Stalkings                    | Ерик                      | Твърде надълбоко |
| 1993   | Silk Stalkings                    | Еди Брайс                 | Планове от старо време |
| 1993   | Досиетата Х                       | Сесил Л'Айвъли            | Огън |
| 1995   | M.A.N.T.I.S.                      | К. Флейтън Руел           | Паяк в кулата |
| 1997   | Войник на съдбата                 | Кристофър „Си Джей“ Йейтс | Генезис / Властта опорочава / Над лентата / За любов или пари / Алфа кучета / Мръсна игра / Косвени щети / Ла Мано Негра / Да пропуснеш в боя               |
| 1998   | Войник на съдбата                 | Кристофър „Си Джей“ Йейтс | Последен шанс / Когато удари чукът / Хирургическа атака / Наемници / Дежа ву / Апрес ву / Презрени / Хванат натясно / Двуостър меч / Разплата / Топ събитие |
| 1998   | Плъзгачи                          | Джак                      | Собствен капитал |
| 1999   | Военно положение                  | Клей Съливан              | Крадци сред крадците |
| 1999   | Адвокатите                        | Еди Уикс                  | Ден в съда |
| 2000   | Стар Трек: Вояджър                | Левкон                    | Детска игра |
| 2000   | Военна прокуратура                |                           | Личен покой: част втора |
| 2001   | Невидимият                        | Юри Грегоров              | Починал |
| 2001   | В.И.П.                            | Неро                      | A.I. Highrise |
| 2002   | В.И.П.                            | Неро                      | 48 1/2 часа |
| 2001   | Хрониката                         | Нитро                     | Донеси ми главата на Тъкър Бърнс |
| 2001   | Специален отряд 2                 | Хамелеонът                | Кожата |
| 2002   | Под прикритие                     | Мишел Рийвс               | Лов на хора |
| 2002   | От местопрестъплението: Лас Вегас | Род Дарлинг               | Артистът на глада |
| 2002   | Чародейките                       | Арнън                     | Хванат натясно |
| 2002   | Светулка                          | Баджър                    | Веселба / Спокойствие |
| 2003   | Луда надпревара                   | Ронан Денехи              | Саймън казва |
| 2003   | Джейк 2.0                         | Хартман                   | Уиски-Танго-Фокстрот |
| 2004   | Девет живота                      | Лийч                      | |
| 2004   | Лас Вегас                         | Джордж Бекуар             | Бягай надалеч |
| 2005   | Монк                              | Крис Доуни                | Мр. Монк срещу Кобрата |
| 2005   | От местопрестъплението: Ню Йорк   | Кевин Хъниган             | Затишие |
| 2005   | Медиум                            | Д-р Чарлз Уолкър          | Пени за мислите ти |
| 2006   | Медиум                            | Д-р Чарлз Уолкър          | Лекарски заповеди / Кръвна връзка |
| 2006   | 24                                | Иван Ервич                | Ден Пети: 10-11ч. / Ден Пети: 10-11ч. / Ден Пети: 11-12ч. / Ден Пети: 12-13ч. / Ден Пети: 13-14ч. / Ден Пети: 14-15ч. / Ден Пети: 15-16ч. /                 |
| 2006   | Безследно изчезнали               | Йоанис „Джони“ Петани     | Реквием |
| 2007   | Бойна звезда: Галактика           | Ромо Лампкин              | Синът се въздига / Кръстопът: Част Първа / Кръстопът: Част Втора                                                                                            |
| 2007   | Биомеханична жена                 | Антъни Антрос             | Пилот / Безвъздушен пилот / Сестринство |
| 2008   | Акула                             | Рупърт Стоун              | Чудото |
| 2008   | Защитна точка                     | Ръсел                     | Да оперираш с любов |
| 2008   | Посредникът                       | Прислужник Невил          | Протоколът по замърсяване на дрехите / Да обърнеш игрословицата                                                                                             |
| 2008   | Честни измамници                  | Джим Стърлинг             | Недосвършената работа |
| 2009   | Честни измамници                  | Джим Стърлинг             | Дванайсет стъпки / Първата задача на Дейвид / Втората задача на Дейвид                                                                                      |
| 2009   | 'Бойна звезда: Галактика          | Ромо Лампкин              | Кръв на люспи / Разсъмване: Част Втора |
| 2009   | От местопрестъплението: Лас Вегас | Дмитри Садески            | Изгубените момичета |
| 2009   | Военноморски специален отдел      | Мр. Пейн-младши           | Сломена птица |
| 2009   | Извън играта                      | Том Прескот               | Лош късмет |
| 2009   | Къща за кукли                     | Танака                    | Мишена / Човек на улицата / Омега |
| 2009   | „Хранилище 13“                    | Бенедикт Валва            | Повреда |
| 2009   | Бяла яка                          | Къртис Хейгън             | Пилот |
| 2009   | Свръхестествено                   | Краули                    | Надежда всяка оставете |
| 2010   | Хранилище 13                      | Бенедикт Валва            | Извън контрол / Покрай завоя / Погребан |
| 2010   | Честни измамници                  | Джим Стърлинг             | На пазара в Занзибар / Три удара / Малтийският сокол |
| 2010   | „Свръхестествено“                 | Краули                    | Познаваш дявола / Две минути до полунощ / Уикенд при Боби / Семейството е от значение / Всички кучета отиват в рая / Заклещен на горещо                     |
| 2010   | Чък                               | Директора на Картела      | Чък срещу американския герой / Чък срещу другия |
| 2011   | Доктор Кой                        | Кентън Еверет Делауеър    | 6.1 / 6.2 |